# Paris Brunner
Paris Josua Brunner (ur. 15 lutego 2006 w Dortmundzie) – niemiecki piłkarz kongijskiego pochodzeni, grający na pozycji napastnika. Zawodnik belgijskiego klubu Cercle Brugge, do którego jest wypożyczony z AS Monaco.

## Sukcesy

### Niemcy U-17
- Mistrz świata do lat 17: 2023
- Mistrz Europy do lat 17: 2023[3]